# Lü Xiaojun
Lü Xiaojun (吕小军) és un haltera xinès, campió olímpic en la prova de 77 kg.
Als Jocs Olímpics de Londres de 2012, Lü va aconseguir aixecar 175 kg en arrencada i 204 kg en dos temps. Amb aquesta marca, a més de guanyar la medalla d'or, va batre dos rècords del món, el d'arrencada i el de l'aixecament total, sumant 379 kg.